# 강민철 (무술가)
강민철(1973년 3월 16일 ~ )은 대한민국의 용무도 수련자(그랜드마스터)이자, 용인대학교동양무예학과 교수이다.
또한 대한용무도협회의 경기위원장직을 맡고 있다.